# Félix María del Monte
Félix María del Monte (19 de noviembre de 1819 – 23 de abril de 1899) fue un poeta, dramaturgo, periodista, orador, político y maestro dominicano. Participo en la guerra de independencia de la República Dominicana . trabajo de diputado y ministro de Relaciones Exteriores y de Justicia. compuso el primer himno de la Republica Dominicana, con música de Juan Bautista Alfonseca, que estuvo vigente hasta 1884. 

## Primeros años de vida
Nació en 1819 en la ciudad de Santo Domingo durante la España Boba .  Su padre, José Joaquín del Monte, había huido de la isla para evadir las invasiones haitianas de 1801 y 1805. La familia regresó a la isla cuando Juan Sánchez Ramírez reincorporó la colonia a España tras la victoria en la guerra de reconquista en 1809 .

## Carrera política
Formo de la sociedad secreta independent. La Trinitaria . Tomó parte en las actividades de la Puerta del Conde el 27 de febrero de 1844. Redactó la letra del primer Himno Nacional Dominicano en 1844, cuya música fue compuesta por el Coronel Juan Bautista Alfonseca .
Se convirtió en el primer dominicano en recibir el título de abogado durante el período de la Primera República,Recibió dicho reconocimiento por parte de la Corte Suprema de Justicia el 11 de agosto de 1845. Ese mismo año, en colaboración con Nicolás Ureña de Mendoza, fundó El Dominicano, considerado el primer periódico de la República Dominicana. Con el paso del tiempo, asumió el cargo de Decano de Abogados, al ser el profesional de mayor edad en el gremio. Su elocuencia destacó notablemente durante las dos primeras repúblicas, posiblemente influenciada por su obra El Porvenir, publicada en 1854
Posteriormente vivió exiliado en la isla de Puerto Rico en 1855 y en ese contexto escribió El arpía del proscrito y el Soneto A mi patria. Estas composiciones reflejan su profundo dolor por la pérdida de la soberanía dominicana, tras la anexión a España en 1861 por el dictador dominicano Pedro Santana .
Después de que la República Dominicana recuperó su independencia de España en 1865, se aliaría con Buenaventura Báez.
Falleció en el 23 de abril de 1899, a la edad de 79 años 